# Triple saut masculin aux Jeux olympiques d'été de 2016
Pour un article plus général, voir Athlétisme aux Jeux olympiques d'été de 2016.
Navigation
Londres 2012 Tokyo 2020
L'épreuve du triple saut masculin aux Jeux olympiques de 2016 se déroule les 15 et 16 août 2016 au Stade olympique de Rio de Janeiro, au Brésil. Elle est remportée par l'Américain Christian Taylor avec la marque de 17,86 m

## Résultats

### Finale
| Rang               | Athlète           | Pays       | Essais | Essais | Essais | Essais | Essais | Essais | Marque | Notes | Notes |
| Rang               | Athlète           | Pays       | 1      | 2      | 3      | 4      | 5      | 6      | Marque |       |       |
| ------------------ | ----------------- | ---------- | ------ | ------ | ------ | ------ | ------ | ------ | ------ | ----- | ----- |
| Médaille d'or      | Christian Taylor  | États-Unis | 17.86  | 17.77  | x      | 17.77  | x      | x      | 17.86  | SB    |       |
| Médaille d'argent  | Will Claye        | États-Unis | 17.76  | x      | x      | 17.61  | x      | 17.55  | 17.76  | PB    |       |
| Médaille de bronze | Dong Bin          | Chine      | 17.58  | x      | x      | -      | -      | -      | 17.58  | PB    |       |
| 4                  | Cao Shuo          | Chine      | 16.78  | x      | 16.89  | x      | 17.13  | 15.27  | 17.13  | SB    |       |
| 5                  | Jhon Murillo      | Colombie   | x      | 17.09  | 16.43  | 16.79  | 16.66  | x      | 17.09  |       |       |
| 6                  | Nelson Évora      | Portugal   | 16.90  | 16.93  | 17.03  | x      | x      | x      | 17.03  | SB    |       |
| 7                  | Troy Doris        | Guyana     | 16.88  | x      | 16.63  | x      | 16.90  | x      | 16.90  |       |       |
| 8                  | Lázaro Martínez   | Cuba       | 16.68  | x      | x      | 15.89  | -      | 15.23  | 16.68  |       |       |
| 9                  | Alberto Álvarez   | Mexique    | 16.26  | 16.56  | 16.47  |        |        |        | 16.56  |       |       |
| 10                 | Benjamin Compaoré | France     | 15.53  | 16.54  | 16.47  |        |        |        | 16.54  |       |       |
| 11                 | Xu Xiaolong       | Chine      | 16.41  | x      | 16.29  |        |        |        | 16.41  |       |       |
| 12                 | Karol Hoffmann    | Pologne    | 16.31  | x      | x      |        |        |        | 16.31  |       |       |

### Qualifications
- 16,95 m (Q) ou les 12 meilleurs sauts (q).

| Rang | Groupe | Athlète                | Pays                        | #1    | #2    | #3    | Marqe | Notes |
| ---- | ------ | ---------------------- | --------------------------- | ----- | ----- | ----- | ----- | ----- |
| 1    | B      | Christian Taylor       | États-Unis                  | 17.24 |       |       | 17.24 | Q     |
| 2    | A      | Dong Bin               | Chine                       | 17.10 |       |       | 17.10 | Q     |
| 3    | A      | Will Claye             | États-Unis                  | 16.43 | 16.76 | 17.05 | 17.05 | Q     |
| 4    | B      | Nelson Évora           | Portugal                    | 16.48 | 16.72 | 16.99 | 16.99 | Q, SB |
| 5    | A      | Cao Shuo               | Chine                       | 16.97 |       |       | 16.97 | Q     |
| 6    | A      | Troy Doris             | Guyana                      | 16.54 | 16.58 | 16.81 | 16.81 | q     |
| 7    | B      | Karol Hoffmann         | Pologne                     | 16.79 | 16.75 | x     | 16.79 | q     |
| 8    | B      | Jhon Murillo           | Colombie                    | 16.78 | 16.58 | x     | 16.78 | q     |
| 9    | A      | Benjamin Compaoré      | France                      | 16.34 | 16.57 | 16.72 | 16.72 | q     |
| 10   | A      | Alberto Álvarez        | Mexique                     | 16.50 | 16.67 | 16.60 | 16.67 | q     |
| 11   | B      | Xu Xiaolong            | Chine                       | x     | 16.35 | 16.65 | 16.65 | q, SB |
| 12   | B      | Lazaro Martinez        | Cuba                        | 16.38 | x     | 16.61 | 16.61 | q     |
| 13   | B      | Harold Correa          | France                      | 16.31 | 16.60 | 16.55 | 16.60 |       |
| 14   | A      | Ernesto Reve           | Cuba                        | 16.13 | 16.16 | 16.58 | 16.58 |       |
| 15   | A      | Max Heß                | Allemagne                   | 13.88 | x     | 16.56 | 16.56 |       |
| 16   | B      | Chris Benard           | États-Unis                  | x     | 16.44 | 16.55 | 16.55 |       |
| 17   | A      | Fabrizio Donato        | Italie                      | 16.54 | x     | x     | 16.54 |       |
| 18   | A      | Leevan Sands           | Bahamas                     | 16.47 | x     | 16.53 | 16.53 |       |
| 19   | B      | Dzmitry Platnitski     | Biélorussie                 | x     | 16.48 | 16.52 | 16.52 |       |
| 20   | A      | Maksim Niastsiarenka   | Biélorussie                 | 16.12 | 16.39 | 16.52 | 16.52 |       |
| 21   | B      | Godfrey Khotso Mokoena | Afrique du Sud              | 15.13 | 16.51 | 16.44 | 16.51 |       |
| 22   | A      | Fabian Florant         | Pays-Bas                    | 16.51 | x     | x     | 16.51 |       |
| 23   | B      | Tosin Oke              | Nigeria                     | x     | 16.45 | 16.47 | 16.47 |       |
| 24   | B      | Mamadou Cherif Dia     | Mali                        | x     | 16.45 | 16.19 | 16.45 | SB    |
| 25   | A      | Nazim Babayev          | Azerbaïdjan                 | x     | 16.38 | 15.60 | 16.38 |       |
| 26   | A      | Rumen Dimitrov         | Bulgarie                    | 16.23 | x     | 16.36 | 16.36 |       |
| 27   | B      | Kim Deok-hyeon         | Corée du Sud                | x     | 16.13 | 16.36 | 16.36 |       |
| 28   | B      | Jonathan Drack         | Maurice                     | x     | x     | 16.21 | 16.21 |       |
| 29   | A      | Daigo Hasegawa         | Japon                       | 16.17 | 15.93 | x     | 16.17 |       |
| 30   | B      | Renjith Maheswary      | Inde                        | 15.80 | 16.13 | 15.99 | 16.13 |       |
| 31   | B      | Pablo Torrijos         | Espagne                     | 15.78 | 16.11 | 15.74 | 16.11 |       |
| 32   | A      | Olu Olamigoke          | Nigeria                     | 16.10 | 15.95 | 15.64 | 16.10 |       |
| 33   | A      | Clive Pullen           | Jamaïque                    | x     | x     | 16.08 | 16.08 |       |
| 34   | B      | Fabrice Zango Hugues   | Burkina Faso                | 15.99 | x     | x     | 15.99 |       |
| 35   | B      | Kohei Yamashita        | Japon                       | 15.71 | 15.46 | 15.66 | 15.71 |       |
| 36   | A      | Levon Aghasyan         | Arménie                     | x     | 15.54 | x     | 15.54 |       |
| 37   | B      | Artsem Bandarenka      | Biélorussie                 | 15.43 | x     | x     | 15.43 |       |
| 38   | B      | Vladimir Letnicov      | Moldavie                    | x     | 15.29 | x     | 15.29 |       |
| 39   | B      | Georgi Tsonov          | Bulgarie                    | x     | x     | 15.20 | 15.20 |       |
| -    | B      | Latario Collie-Minns   | Bahamas                     | x     | x     | x     | NM    |       |
| -    | A      | Yordanys Durañona      | Dominique                   | x     | x     | x     | NM    |       |
| -    | A      | Muhammad Halim         | Îles Vierges des États-Unis | x     | x     | x     | NM    |       |
| -    | B      | Ruslan Kurbanov        | Ouzbékistan                 | x     | x     | x     | NM    |       |
| -    | A      | Marian Oprea           | Roumanie                    | x     | x     | x     | NM    |       |
| -    | B      | Şeref Osmanoğlu        | Turquie                     | x     | x     | x     | NM    |       |
| -    | A      | Lasha Torgvaidze       | Géorgie                     | x     | x     | x     | NM    |       |
| -    | A      | Roman Valiyev          | Kazakhstan                  | x     | x     | x     | NM    |       |
| -    | A      | Pedro Pablo Pichardo   | Cuba                        |       |       |       | DNS   |       |

## Légende
Records et Performances
- AR : Record continental (area record)
- CR : Record des championnats (championship record)
- MR : Record du meeting (meet record)
- NR : Record national (national record)
- OR : Record olympique (olympic record)
- PR : Record paralympique (paralympic record)
- PB : Record personnel (personal best)
- SB : Meilleure performance personnelle de la saison (season's best)
- WL : Meilleure performance mondiale de l'année (world leader)
- WJR : Record du monde junior (world junior record)
- WR : Record du monde (world record)

Circonstances et Conditions
- DNF : N'a pas terminé (did not finish)
- DNS : N'a pas pris le départ (did not start)
- DQ : Disqualification (disqualification)
- NM : Aucun essai valable enregistré (No Mark)
- Q : Qualifié « directement » au prochain tour (ou à la prochaine compétition), lors d'une compétition majeure, grâce au classement ou à la réalisation des minima (automatic qualifier)
- q : Qualifié au prochain tour (ou à la prochaine compétition), lors d'une compétition majeure, grâce au repêchage ou à la réalisation de l'une des meilleures performances parmi celles des « non qualifiés directement » (grâce au meilleur temps ou à la meilleure distance par exemple) (secondary qualifier)